# Treehouse of Horror III
«Treehouse of Horror III» (укр. «Сімпсони і Гелоуїн III») — п’ята серія четвертого сезону Сімпсонів.

## Сюжет
На Хелловін у будинку Сімпсонів зібралися діти з усього Спрінгфілда. Мардж пропонує розповісти страшні історії. Ліса, дідусь Сімпсон і Барт починають розповідати свої історії…

### Безжальний клоун
У день народження Барта Гомер забув купити йому подарунок. Він клянеться могилою батька що негайно відправиться на його пошуки. Гомер заїжджає у магазин під назвою «Дім Зла», де продаються магічні і зачаровані речі. Продавець дає Гомеру ляльку Клоуна Красті, яка вміє розмовляти, попередивши що на ній жахливе прокляття. Вдома Барт дуже зрадів подарунку, хоча дідусь почав кричати що ця лялька проклята. Наступного дня Гомер, почув, що лялька хоче його вбити і Красті нападає на Гомера з ножем. Ніхто не повірив що лялька ожила.

### Кінг Гомер
До містера Бернса і Смізерса приходить по оголошенню Мардж Був'є, вирушаючи в експедицію на «Острів Мавп», щоб зловити легендарного Гомера. Після висадки на острів дослідники бачать тубільців, що волають до Гомера. Вождь племені тубільців каже, що жінка з блакитними волоссям стане хорошим жертвопринесенням. Мардж прив'язують до вівтаря за височенним муром, яка відділяє село тубільців від джунглів. Звуки гонгу привертають увагу Гомера Конга. Побачивши Мардж, Гомер закохується в неї. Бернс намір зловити його і доставити на Бродвей. З незначними втратами Бернсові вдається приспати Гомера газом. Повернувшись у Нью-Йорк Бернс створює шоу за участю Гомера. Спалахи фотоапаратів злять його і Гомер розриває ланцюги, руйнуючи все підряд і поїдаючи людей. Він викрадає Мардж і дереться на хмарочос, але, піднявшись на кілька метрів, втомлюється і падає на землю. Епізод закінчується весіллям Гомера і Мардж.

### «З» — це зомбі
У шкільній бібліотеці Барт випадково виявляє книгу чорної магії. Намагаючись оживити Сніжка I, він оживляє мерців…